# سیارک ۶۵۵

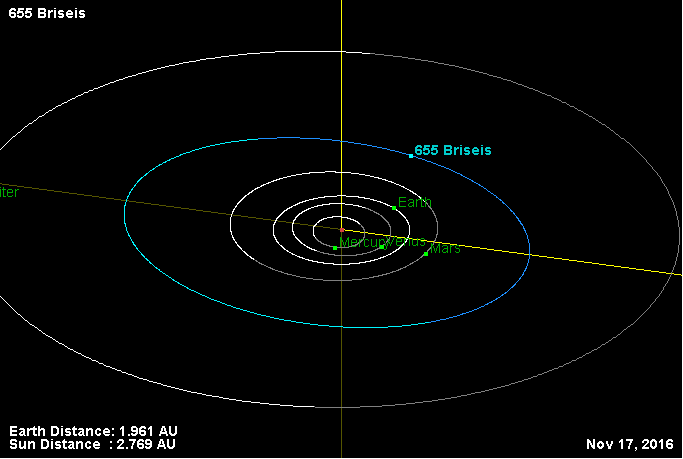
نمایی از محل قرارگیری سیارک ۶۵۵ در مدار – ۲۰۱۶

سیارک ۶۵۵ (به انگلیسی: 655 Briseis، نامگذاری:1907BF) ششصد و پنجاه و پنجمین سیارک کشف شده‌است که در ۴ نوامبر ۱۹۰۷ کشف شد.
قدر مطلق سیارک برابر ۹٫۶۰ است.